# Tipula magnicauda
Tipula magnicauda är en tvåvingeart som beskrevs av Gabriel Strobl 1895. Tipula magnicauda ingår i släktet Tipula och familjen storharkrankar. Inga underarter finns listade i Catalogue of Life.